# 斯科特縣 (肯塔基州)
斯科特縣（英語：Scott County）是美國肯塔基州北部的一個縣。面積739平方公里。根據美國2000年人口普查，共有人口33,061人。縣治喬治城 (Georgetown)。
成立於1792年6月1日。縣名紀念第四任州長查爾斯·史考特。